# HPE OpenView
HPE OpenView (HPE OV) — семейство программных продуктов компании Hewlett Packard Enterprise по управлению системами и сетями связи.
OpenView является всеобъемлющим решением по управлению ИТ-инфраструктурой предприятия любого размера и направления деятельности. Построено на основе модульной архитектуры. Предоставляет широкие возможности по мониторингу и управлению локальными вычислительными сетями, серверными платформами (такими как HP-UX, Solaris, AIX, Novell, Linux, весь спектр Windows-платформ), приложениями (SAP, Oracle, Sybase, MS SQL, Exchange, DB2, Informix, MS Active Directory, …), рабочими местами пользователей (инвентаризация, удалённая установка ОС, обновлений, программного обеспечения, настроек пользователей, контроль за использованием ПО), организация диспетчерской службы, предоставление инструментария для выстраивания ИТ-инфраструктуры согласно процессам ITIL/ITSM. Более 50 программных продуктов, решающих самые разнообразные задачи — от резервного копирования до мониторинга состояния бизнес процессов в реальном времени.